# Charisma.com
A Charisma.com (カリスマドットコム; Hepburn: Karisuma Dotto Komu) japán elektropop-rap zenekar. A duó tagjai, MC Itsuka és DJ Gonchi 2011-ben alapították a zenekart.

## Diszkográfia[1]

### Stúdióalbumok
- アイ アイ シンドローム
- DIStoping
- DIStopping
- OLest

### Kislemezek
- ミイラキラー
- とんがりヤング
- こんがらガール

### Középlemezek
- 愛泥C